# Nic Pizzolatto
Nic Pizzolatto (* 18. Oktober 1975 in New Orleans, Louisiana) ist ein US-amerikanischer Drehbuchautor, Autor und Hochschullehrer.

## Leben
Nic Pizzolatto entstammt einer katholischen und italienischstämmigen Arbeiterfamilie. Als er fünf Jahre alt war, zog die Familie nach Lake Charles im Westen von Louisiana, wo er seinen Highschool-Abschluss machte. Mit der Unterstützung durch ein Stipendium konnte er die Louisiana State University besuchen und schloss diese mit dem Examen Bachelor of Arts (B.A.) in den Fächern Englisch und Philosophie ab. Danach zog er nach Austin in Texas und arbeitete dort in verschiedenen Berufen. Er besuchte die University of Arkansas, die er mit dem Master of Fine Arts (MFA) im Jahr 2005 abschloss.
Pizzolattos erste Veröffentlichungen waren zwei Kurzgeschichten, die im November 2004 in der Zeitschrift The Atlantic Monthly erschienen. Er veröffentlichte 2006 und 2009 weitere Kurzgeschichten und unterrichtete bis 2010 an der University of North Carolina in Chapel Hill, der University of Chicago und der DePauw University in Greencastle (Indiana) die Fächer Fiction und Literatur. 2010, nach der Veröffentlichung seines Romans Galveston, zog er mit Frau und Tochter nach Ojai in Kalifornien, wo er sich seitdem nur noch dem Schreiben widmet. 
Als Drehbuchschreiber wurde Pizzolatto 2011 bekannt durch die Mitarbeit an der TV-Krimiserie The Killing, der Durchbruch gelang ihm 2014 mit den Drehbüchern für die HBO-Serie True Detective, bei der er auch als Mitproduzent tätig war. Die zweite Staffel von True Detective, mit neuen Schauspielern und neuen Figuren, wurde ab dem 21. Juni 2015 bei HBO ausgestrahlt. 2016 war er an der Neuverfilmung von Die glorreichen Sieben beteiligt. Im Jahr 2018 kam Galveston in die Kinos, die Verfilmung von Pizzolattos gleichnamigen Roman, dessen Drehbuch er unter dem Pseudonym Jim Hammett selbst geschrieben hat. Seit 2019 strahlt HBO die dritte Staffel von True Detective aus.

## Filmografie
- 2011: The Killing (Fernsehserie, 2 Episoden)
- 2014–2019: True Detective (Fernsehserie, 24 Episoden)
- 2016: Die glorreichen Sieben (The Magnificent Seven)
- 2018: Galveston – Die Hölle ist ein Paradies (Galveston, Drehbuch unter dem Pseudonym Jim Hammett)
- 2021: The Guilty

## Veröffentlichungen
- Between Here and the Yellow sea: Stories. MacAdam/Cage, San Francisco, Kalifornien. USA 2006, ISBN 978-1-596-92168-9.
- Galveston: A Novel. Scribner, New York City, USA 2010, ISBN 978-1-439-16664-2.[3]
  - deutsch: Galveston. Walde + Graf bei Metrolit, Berlin 2014, ISBN 978-3-8493-0097-5.

## Preise und Auszeichnungen
- 2010: Edgar Allan Poe Award (Edgar); Finalist mit seinem Roman Galveston
- 2011: Prix du premier roman étranger für Galveston
- 2015: Writers Guild of America Award, jeweils in der Kategorie Best Drama Series und Best New Series
- 2015: British Academy Television Award for Best International Programme für True Detective